# 谢彦璋
谢彦璋（874年—919年1月5日），史书多作谢彦章，字光远，唐朝末年许州舞阳县人，后梁将领。

## 早期仕途
幼年时，侍奉宣武军节度使朱全忠部将葛从周，葛从周怜其敏慧，养为儿子，教以兵法，常在大盘中放下一千钱，布成行阵偏伍的样子，示以出没进退的办法，谢彦璋都学得要领。前后追随葛从周三十余年。长大后，因葛从周所荐，效力朱全忠为骑将，后来朱全忠代唐称帝建立后梁。谢彦璋转右仆射，充西京内直马军都指挥使，屡次带兵征战，加金紫光禄大夫、检校司空。

## 对晋作战
乾化三年（913年）梁末帝嗣位，用谢彦璋为两京马军都军使，屡次与敌国晋国交战有功，被加检校司徒，除授郑州刺史。贞明初年，葛从周去世，谢彦璋临丧着丧服，亲自参与葬事，时人以为义。元年（915年），特加检校太保，领河阳节度使。不到一年，又充东面行营两京马军都军使。二年（916年）二月，奉命与匡国军节度使王檀、汝州防御使王彦章率师从阴地关到晋国都城晋阳，急攻其寨，不克而还。先前梁将开封尹遥领镇南军节度使刘鄩也袭击晋阳，在乐平县馆舍俘虏了住客刘皞，谢彦璋见了刘皞，知他是儒者，待之以礼，对刘皞的乡人刘去非说：“为君得一宗人。”就令刘皞见之，刘去非问其籍贯，果然是亲族，相对而泣很久，刘皞从此随刘去非在谢彦璋门下为客。
三年（917年）冬，谢彦璋发兵杨刘城，十二月，攻杨刘，晋王李存勖亲自背柴草堵塞壕沟，于是击败谢彦璋。四年（918年）二月（一作正月），身为北面行营排陈使的谢彦璋率众数万攻杨刘城，筑垒自固，又决河水，弥漫数里，以限晋军进军路线。当时梁败将安彦之残部在兖、郓一带为盗，观梁晋之争成败，李存勖写信告谕他们，称谢彦璋之举为“撩虎头”“伸螳臂”“虐使生民”“偷生取笑於庸夫，作事颇同於儿戏”。他们也多归顺李存勖。六月，李存勖从魏州赶到杨刘，率诸军涉水而进，梁军临水拒战，晋军小退，梁军追杀，但不久晋军退到中流就鼓噪复进，谢彦璋支撑不住，稍稍退军登岸，晋军于是乘势而击之，梁军大败，被杀伤很多，河水如绛色，谢彦璋仅以身免，其滨河四寨也被晋军所夺。
当月，谢彦璋以河阳节度、充北面行营排阵、两京马军都军节度等使、光禄大夫、检校太保被任为匡国军节度、陈许蔡等州观察处置等使、检校太傅。八月，李存勖率军攻河北，到杨刘口，合卢龙、横海、昭义、安国及成德、义武军士兵十万、马万匹，驻军于麻家渡，宣义军节度使北面招讨使贺瑰屯兵濮州北行台村，对垒百余日。李存勖以数百轻骑来偷偷察看，贺瑰与谢彦璋伏精兵五千在堤下，待李存勖以十余骑登堤时，出伏兵掩击，围其十数重，后来晋救军骑兵到了，攻打梁军外围，李存勖得以突围，仅以身免，晋将横海军节度使兼领魏博马步军都指挥使李存审兵到，梁军才退。谢彦璋与李存勖交战，李存勖多次陷入窘境，都靠李绍荣等人救护才得免。

### 蒙冤被杀
谢彦璋被末帝下诏任为北面行营副招讨使。当年冬，贺瑰与谢彦璋同领大军，驻行台寨，与晋军对垒。谢彦璋当时领骑军与晋军挑战，有的晋军看到梁军行阵整肃，互相说：“必定是两京太傅在此。”晋军已经害怕谢彦璋到了不敢说他的名字的地步（《新五代史》作晋军互相说“谢彦章必在此”）。当时人都说贺瑰能统领步军，谢彦璋能统领骑士，两人名声互相倾轧，于是贺瑰心里忌妒谢彦璋与自己齐名。一天，谢彦璋与贺瑰一同在郊外设伏，贺瑰指一块地对谢彦璋说：“此地冈阜（山丘）隆起，中央坦夷（平坦），是好的列栅（立寨）之所。”不久晋军在这里立寨，于是贺瑰怀疑谢彦璋与晋私通秘密将此话告诉了晋军，愈发厌恶他，且贺瑰想要速战，对谢彦璋说：“主上把全国的兵都授予我二人，是把社稷托付给我们。今强寇压吾门，而逗留不战，可以吗！”谢彦璋却想慎重地疲惫敌军，说：“强寇凭陵（侵犯），利在速战。今深沟高垒，据其津要，彼安敢深入！若轻与之战，万一蹉跌（失误），则大事去矣。”贺瑰愈发怀疑他。十二月，正好与谢彦璋有隙的行营马步都虞候曹州刺史朱珪诬陷谢彦璋谋反，贺瑰于是对末帝陷害谢彦璋，并与朱珪合谋，在白天犒劳将士时伏下甲士在军中杀了谢彦璋及濮州刺史孟审澄、别将侯温裕等，说他们谋叛。
孟审澄、侯温裕也善于统领骑军，但所领不过三千骑，只有谢彦璋可以多领骑兵。谢彦璋不但有将略，还优礼儒士，与晋军在河上对垒时，经常褒衣博带（着宽袍，系阔带，是儒生的装束），行动都有礼，临敌御众时肃然有上将之威，每次督阵整军，左右驰骋，即使用“风驰雨骤”也不足以形容他的迅捷，故当时骑士都乐于为他所用。他遇害，人们都可惜他。
末帝闻讯，任朱珪为检校太傅充匡国军节度观察留后，又下诏褒扬朱珪，称谢彦璋、孟审澄、侯温裕为叛者，又改任朱珪充平卢军节度、淄青登莱等州观察处置、押新罗渤海两番等使兼行营诸军马步军副都指挥使，进封沛国郡开国侯。谢彦璋获罪后，刘去非被任为郢州刺史（一作谢彦璋所任），刘皞也随之赴任。
李存勖闻知谢彦璋之死，喜道：“对方将帅不和如此，自相鱼肉，不日可以灭亡了。贺瑰残虐，失士卒心，我若引军直指其国都，他怎能坚壁不动！有幸与他交战，不会不胜。”于是令军中将老病者送还邺城，以轻兵袭濮州，于是有胡柳陂之战，贺瑰大败。

## 墓志
谢彦璋于六年十一月下葬于河南洛阳河南县梓泽乡宣武里北邙原，其墓志题为《梁故匡国军节度陈许蔡等州管内观察处置等使守许州刺史充北面行营副招讨使金紫光禄大夫检校太保兼御史大夫陈留郡开国侯食邑一千户谢公墓志铭并序》，由张崇吉撰写。
史书没有记载谢彦璋的家人情况。按墓志所述，谢彦璋曾祖、祖父都没有仕官，父谢铎历任军职，累迁至（检校）工部尚书，母夫人崔氏，谢彦璋为谢铎长子。墓志载谢彦璋妻彭城刘氏及诸子长子谢舜卿、次子谢舜恭、三子谢庆哥、四子谢高高与谢彦璋本人及父母一同祔葬，可能谢彦璋获罪后其妻儿等族人一并遇害。

## 评价
- 《旧五代史》史臣曰：彦章蔚有将才，死于谗口，身既殁矣，国亦随之，惜哉！[2]

## 轶闻
《玉堂闲话》引《太平广记》卷三五四：谢彦璋遇害，朝廷命宣和库副使郝昌遇去许昌抄没其家财。郝昌遇打开一个房间，见谢彦璋画像左眼下有鲜血，不知道怎么来的，众人都很惊异。谢彦璋嗜好吃鳖，在河阳任节度使时，命渔人捉鳖供他吃，一天也不停，抓不到就必加重罚。有个渔人住在城东，天还没亮就去抓鳖，未到一二里就遇到一人，问他的去向，他以实相告。对方说：“你今天能暂时休息吗？”渔人说：“不去就获罪了。”那人又说：“你若不去抓鱼，我就赠你五千钱，可以吗？”渔人答应了，于是得到五千钱，背着回去了。到天亮时，发现钱轻了，一看，这些钱都是纸。

## 延伸阅读
[在维基数据编辑]
 《舊五代史·卷16》，出自薛居正《舊五代史》
 《新五代史/卷23》，出自歐陽修《新五代史》